# USS Truxtun (DDG-103)
USS Truxtun (DDG-103) es un destructor Clase Arleigh Burke actualmente en servicio con la Armada de los Estados Unidos. Lleva el nombre del héroe naval estadounidense, el comodoro Thomas Truxtun (1755–1822), uno de los primeros seis comandantes designados por George Washington para la recién formada Marina de los Estados Unidos. Es el sexto buque de guerra estadounidense que lleva su nombre. La quilla del Truxtun se colocó el 11 de abril de 2005. 

## Construcción
Durante su construcción en Ingalls Shipbuilding, Pascagoula, Mississippi, sufrió un gran incendio eléctrico el 20 de mayo de 2006, envolviendo dos niveles y causando daños estimados en varios millones de dólares. Fue botado el 17 de abril de 2007,  luego bautizado el 2 de junio de 2007 en Pascagoula, con los descendientes de Truxtun Susan Scott Martin y Carol Leigh Roelker como asistentes,  y fue dado de alta el 25 de abril de 2009 en Charleston, South carolina A partir de julio de 2020, el barco es parte del Escuadrón de destructores nº 26 con base en la Estación Naval de Norfolk .

## Historial de servicio

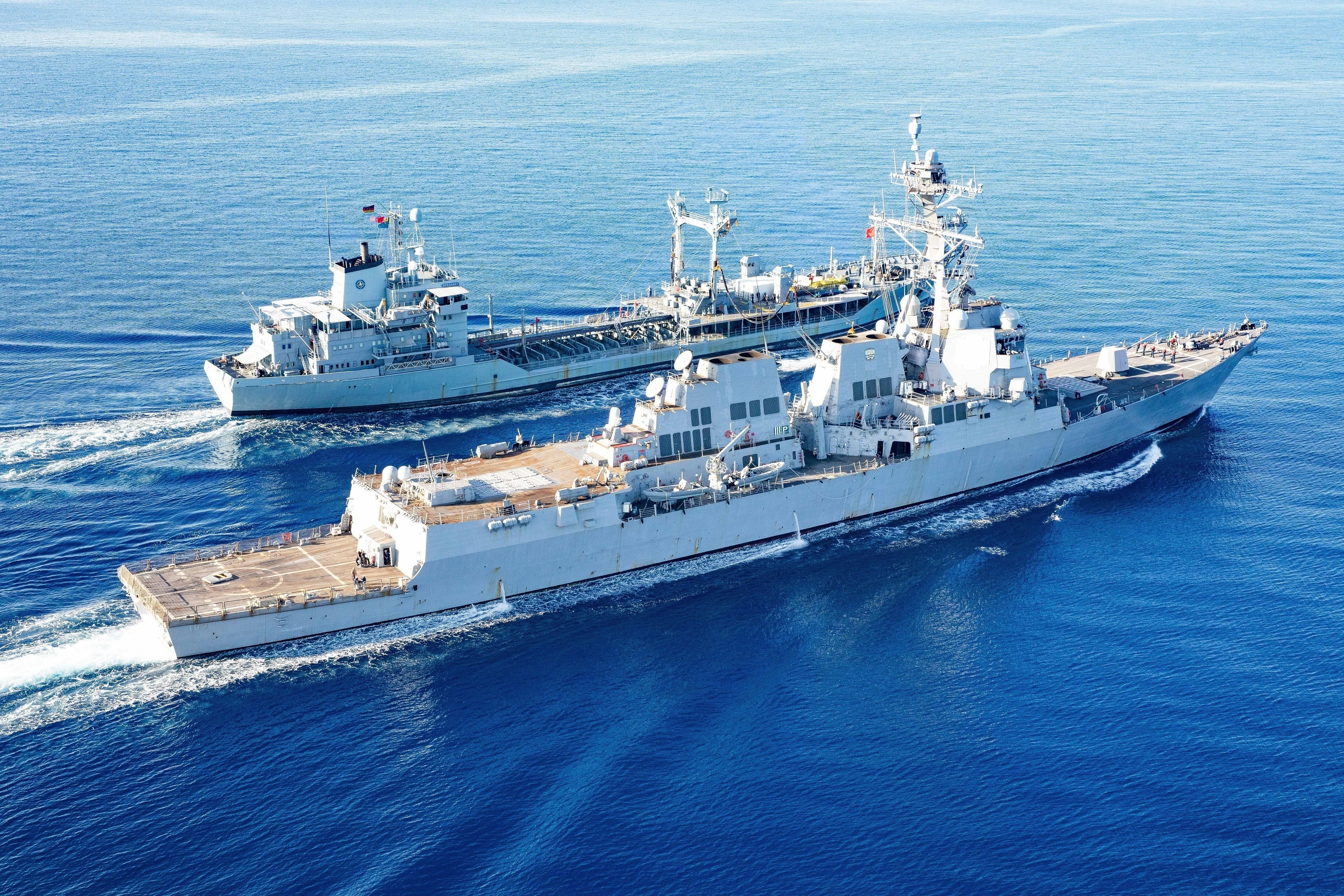
El USS Truxtun (DDG-103) abastecido por el buque de aprovisionamiento alemán Spessart (A1442), año 2022.

El 22 de marzo de 2009, el Truxtun respondió a la llamada de socorro, luego de que el velero Calypso Queen de 45 pies informara sobre la rotura del mástil y la vela, así como de accidentes eléctricos y mecánicos en el Golfo de México . La tripulación, un hombre y una mujer, fueron trasladados al Truxtun y no requirieron asistencia médica.
En 2012, la Marina de los EE. UU. contrató a L3 Technologies para desarrollar un tren de propulsión eléctrico híbrido de bajo consumo de combustible para los destructores de misiles guiados Flight IIA Arleigh Burke . El sistema propuesto utilizaba una transmisión de canilla preexistente en la caja de cambios reductora, lo que permitía que un motor eléctrico impulsara los barcos hasta 13 nudos. El Truxtun fue equipado con el sistema de motor de imanes permanentes en 2012, bajo un contrato de investigación y desarrollo con General Atomics. En marzo de 2018, la Marina de los EE. UU. anunció que el programa de prueba para instalar propulsores eléctricos híbridos en 34 destructores se cancelaría, dejando al Truxtun como el único barco equipado.
El 6 de marzo de 2014, el Truxtun partió de Grecia y navegó hacia el Mar Negro para realizar un entrenamiento con las armadas rumana y búlgara . El 5 de marzo de 2014, las autoridades turcas dieron permiso a un buque de guerra de la Marina de los EE. UU. para pasar por el estrecho del Bósforo. El despliegue del Truxtun, junto con el  Donald Cook, en el Mar Negro pretendía ser una "garantía estratégica" para las antiguas repúblicas soviéticas y los estados satélites preocupados por la anexión de Crimea por parte de la Federación Rusa
El 10 de agosto de 2020, el Truxtun completó un despliegue con el Dwight D. Eisenhower sin escalas en puertos, que duró casi siete meses.

## En la cultura popular
El Truxtun fue visto en el largometraje Capitán Phillips, reemplazando al USS Bainbridge.